# Maria Cocuzza
Maria Cocuzza (Catania, 23 luglio 1973) è un'ex ginnasta e ballerina italiana, giudice di gara e allenatrice.

## Biografia

### Carriera agonistica
Inizia a praticare ginnastica ritmica a soli cinque anni presso la palestra Astra Stadium di Catania. L'anno dopo passa alla ginnastica artistica. 
Nel 1986 veste per la prima volta la maglia azzurra nell'incontro internazionale juniores Italia-Svizzera, classificandosi al primo posto. Dopo tale exploit si trasferisce in ritiro permanente presso il Centro Federale di Rimini e poi partecipa alle Gymnasiadi, ai campionati europei juniores e a numerosi altri tornei. 
L'anno dopo, Maria Cocuzza fa parte della squadra nazionale ai Campionati del Mondo, a Rotterdam. Ottiene più di 9/10 di punto in ogni attrezzo e ciò le permette di potersi fregiare del prestigioso distintivo FIG di ginnasta di classe mondiale. Ai X Giochi del Mediterraneo di Latakia contribuisce alla conquista della medaglia d'argento della squadra azzurra.
Nel 1988, a soli 15 anni, Maria Cocuzza partecipa alle Olimpiadi di Seul, insieme a Giulia Volpi e a Patrizia Luconi, classificandosi al 66º posto nel concorso generale individuale. Nonostante un grave infortunio in gara alla trave, riesce a concludere l'esercizio, con il 49º posto.
Lascia l'attività agonistica a soli 16 anni ed inizia ad insegnare ginnastica artistica.

### Televisione e spettacolo
Contestualmente all'insegnamento Maria Cocuzza si dedica alla danza.
Nel 1994 partecipa ad un galà di moda al Teatro greco di Taormina, nel corpo di ballo di Oriella Dorella e viene notata da Pippo Baudo. 
Superato positivamente il primo provino, Cocuzza è ingaggiata da Baudo come ballerina di fila nella prima edizione del programma RAI Numero Uno (1994-1995). Il regista Gino Landi le impone, però, di cambiare il colore dei capelli.
Nell'edizione successiva (1995-1996),  Maria Cocuzza è promossa nel ruolo di prima ballerina, al posto dell'italo-francese Corinne Bonuglia.
Nel 1997 le viene affidata una parte minore nel film Marianna Ucrìa, di Roberto Faenza. Si sposa con il produttore discografico catanese Francesco Virlinzi, da cui ha un figlio, poi lascia la carriera artistica per dedicarsi alla famiglia.

### Carriera di giudice e di allenatrice
Dopo tre anni di matrimonio, Cocuzza rimane prematuramente vedova e rientra in palestra come allenatrice. Nel 2001 intraprende la carriera di giudice, prima come referente di giuria regionale, poi come giudice nazionale e, dal 2006, come giudice internazionale. 
Nel 2003 “scopre” la campionessa Carlotta Ferlito, che allena sino al 2007 quando quest'ultima si trasferisce presso il Centro Tecnico di Milano.